# Ahmed Khairy (atleta)
Ahmed Abbas Khairy Sabri (in arabo أحمد عباس خيري صبري‎?; fl. XX secolo) è stato un atleta egiziano.
Ha partecipato ai Giochi di Anversa 1920, garegggiando nei 100m, 200m e 400m.